# Заљубљени
Заљубљени је југословенски филм из 1987. године. Режирала га је Jeanine Meerapfel која је написала и сценарио заједно са Ненадом Ђапићем.

## Радња
Новинарка послом долази у Југославију и одлази да види мајку која се нада да ће јој се кћерка ипак једнога дана вратити. Успут среће Немца који иде трагом свога оца, некадашњег војника Рајха који је ратовао на југословенским просторима. Младић припада генерацији Немаца која поставља питања шта су им родитељи радили у рату. Њих двоје се заљубљују једно у друго и желе да остваре стабилну везу.

## Улоге
| Глумац                   | Улога                          |
| ------------------------ | ------------------------------ |
| Барбара Сукова           | Катарина                       |
| Horst-Günter Marx        | Петар                          |
| Велимир Бата Живојиновић | Саво                           |
| Раде Шербеџија           | Душан                          |
| Љиљана Контић            |                                |
| Стела Ћетковић           | Даница                         |
| Игор Хајдархоџић         | Никола                         |
| Милан Ерак               |                                |
| Вељко Мандић             | Алтер Иво                      |
| Душанка Тодић            |                                |
| Томанија Ђуричко         |                                |
| Свјетлана Кнежевић       |                                |
| Војин Кајганић           | запосленик у Катарининој екипи |